# ウメオ大学図書館
ウメオ大学図書館（ウメオ だいがく としょかん、英語: Umeå University Library、スウェーデン語: Umeå universitetsbibliotek、略: UmUB）は、スウェーデンのウメオ大学の大学図書館であり、スウェーデンの法定納本図書館の1つである。

## 概要
ウメオ大学図書館にはスウェーデンで出版された全ての新刊本が納本される。ウメオ大学図書館はウメオ・キャンパスにある本館（UB）とリサーチ・アーカイブの他にノールランド大学病院のメディカル・ライブラリがあり、ウメオ芸術キャンパスやエルンシェルツビク・キャンパスにも分館がある。

## 歴史

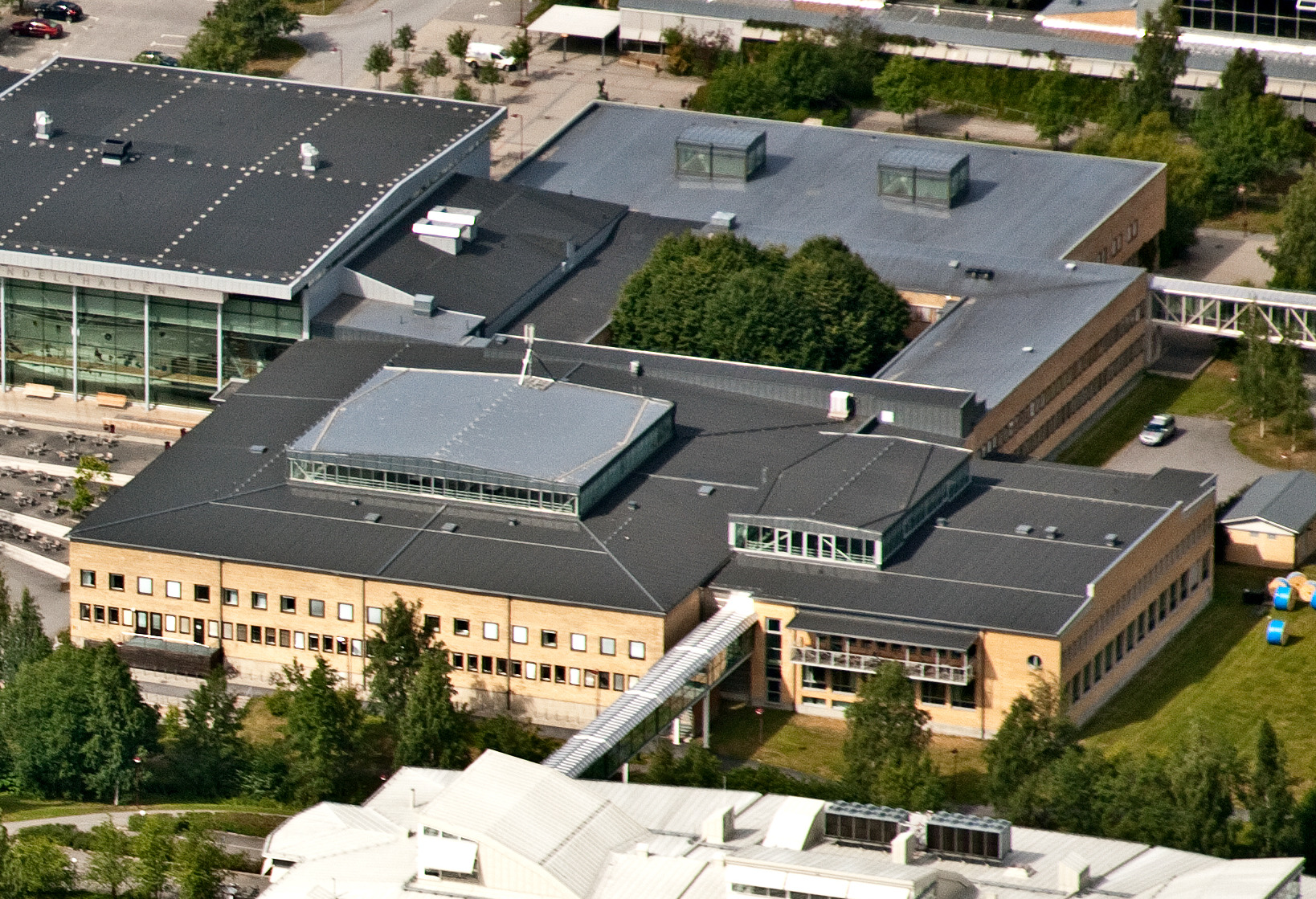
ウメオ大学図書館の外観

ウメオ大学図書館の前身は、1950年にウメオに設立された「ウメオ科学図書館」（Vetenskapliga biblioteket i Umeå）である。第二次世界大戦後、スウェーデン北部の住民は政府に大学や大学病院の設置を求めたが、なかなか認められなかった。しかしこの図書館の設置が突破口となり、後の大学の設置に繋がったと言われている。科学図書館は1965年にウメオ大学が設立された際に大学図書館となり、1968年に大学のキャンパス内に新しい図書館が建てられた。図書館は1951年以降、北部で最も重要な図書館とみなされ、調査研究や大学教育のためにサービスを拡大し、最近では2006年に増改築が行われた。

## 寄付

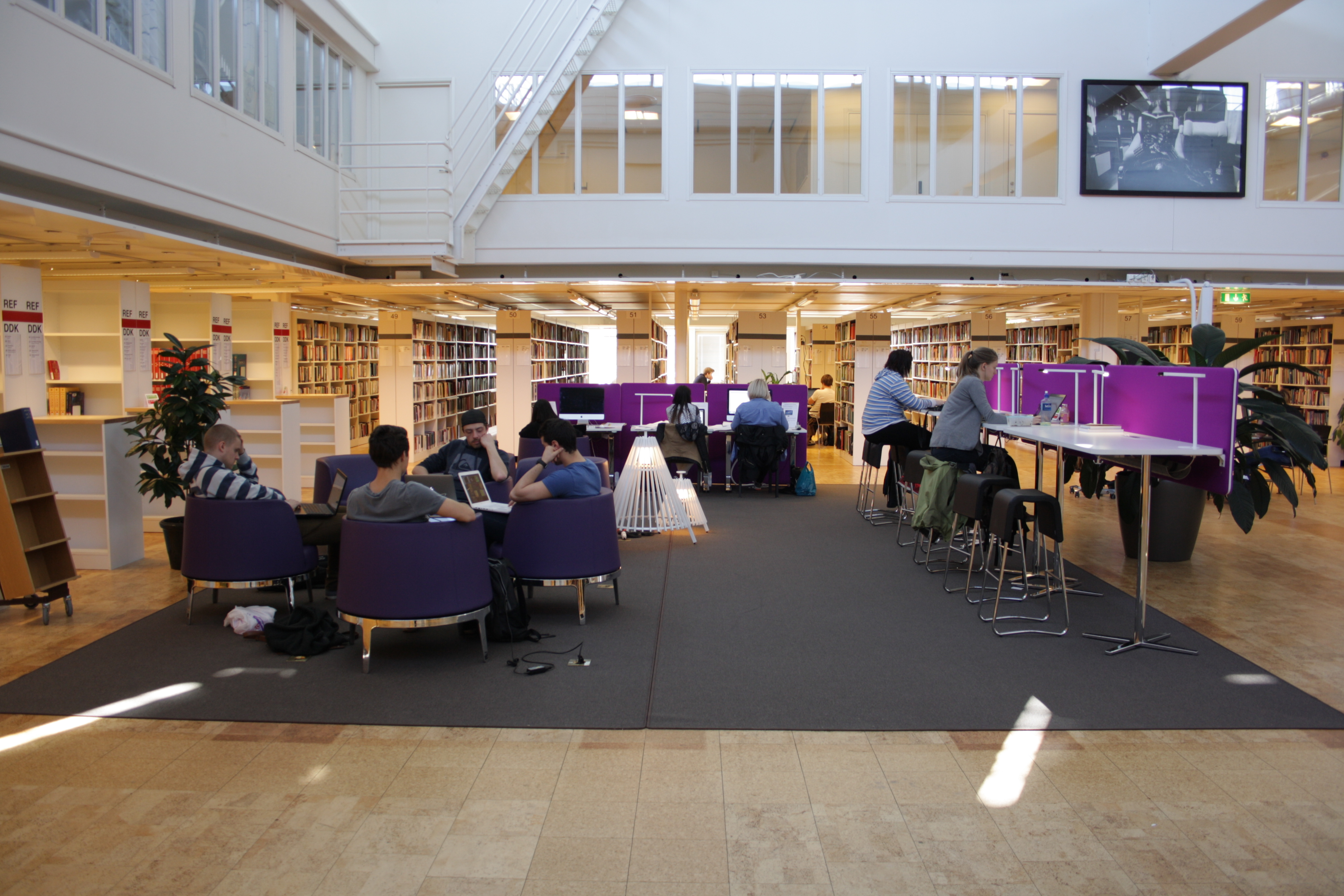
リファレンス室

大学図書館に対して歴史家のニルス・アーンルーンドや言語学教授のビョーン・コリンダー、政治経済学者のエリ・ヘクシャーやジャーナリスト兼作家のシグリード・カーレなどが寄付や蔵書の提供を行っている。また大学の研究アーカイブ（記録保管所）はサーラ・リードマンの作品を保管している。